# Agustín Tamames
Agustín Tamames Iglesias (Monterrubio de Armuña, 19 de octubre de 1944), es un ex ciclista español, profesional entre 1969 y 1977, cuyos mayores éxitos deportivos los logró en la Vuelta a España al obtener la victoria absoluta en la edición de 1975, a la que acudía como lugarteniente de Luis Ocaña, y 11 victorias de etapa en sus distintas participaciones. También obtuvo el Campeonato de España de ciclismo en ruta en la edición de 1976.

## Palmarés
| 1965 - 1 etapa del Cinturón a Mallorca - Vuelta a Salamanca 1966 - París-Troyes - 1 etapa del Tour del Porvenir - Vuelta a Salamanca 1969 - 1 etapa de la Volta a Cataluña - 1 etapa de la Semana Catalana 1970 - 2.º en la Vuelta a España, más 1 etapa y la clasificación de la montaña - 1 etapa de la Volta a Cataluña - 1 etapa de la Vuelta a Aragón - GP Muñecas de Famosa 1971 - 1 etapa de la Vuelta a España - 2 etapas de la Vuelta a los Valles Mineros - 1 etapa de la Vuelta a Aragón - Clásica de Sabiñánigo - Gran Premio Nuestra Señora de Oro 1972 - Vuelta a Asturias, más 1 etapa - 3.º en la Vuelta a España, más 2 etapas - 3.º en el Campeonato de España en ruta - Torrejón - Dyc - 1 etapa de los Tres Días de Leganés | 1973 - 1 etapa de la Volta a Cataluña - 3 etapas de la Vuelta a Portugal - 2 etapas de la Vuelta a los Valles Mineros - 1 etapa de la Vuelta a Aragón - 1 etapa de la Vuelta a Asturias 1974 - 2 etapas de la Vuelta a España - 3 etapas de la Vuelta a Portugal - 1 etapa de la Vuelta a Asturias 1975 - Vuelta a España y 5 etapas - Vuelta a Aragón y 4 etapas - Tres Días de Leganés, más 2 etapas - Gran Premio Navarra - 2 etapas de la Vuelta al País Vasco - 3 etapas de la Vuelta a los Valles Mineros 1976 - Campeón de España de ciclismo en ruta - 1 etapa de la Semana Catalana - 1 etapa de la Vuelta a Cantabria |

## Resultados en Grandes Vueltas y Campeonato del Mundo
| Carrera         | 1970 | 1971 | 1972 | 1973 | 1974 | 1975 | 1976 | 1977 |
| --------------- | ---- | ---- | ---- | ---- | ---- | ---- | ---- | ---- |
| Giro de Italia  | -    | -    | -    | -    | -    | -    | -    | -    |
| Tour de Francia | -    | 15.º | -    | Ab.  | -    | -    | -    | -    |
| Vuelta a España | 2º   | 7.º  | 3.º  | 7.º  | 17.º | 1.º  | -    | 11.º |
| Mundial en Ruta | -    | 11.º | 24.º | -    | -    | -    | 27.º | -    |